# Eihei-ji

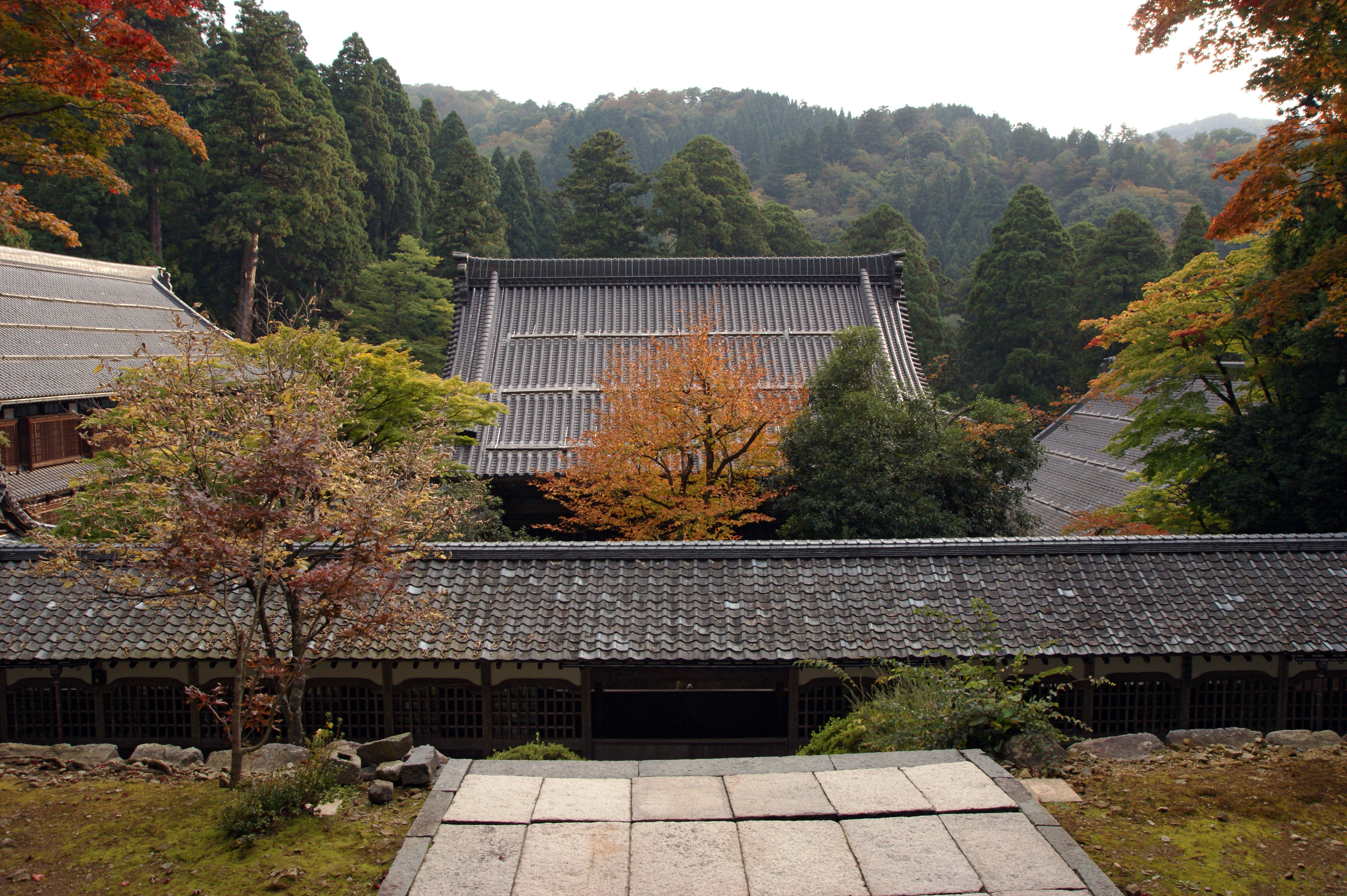
Eihei-ji

Eihei-ji (永平寺) é um dois dois principais templos da escola Sōtō de Zen Budismo (o outro sendo Soji-ji). Seu fundador foi Eihei Dōgen (1244). Eihei-ji está localizado a cerca de 10 km ao leste de Fukui na Prefeitura de Fukui, Japão.